# Silhouettea sibayi
Silhouettea sibayi és una espècie de peix de la família dels gòbids i de l'ordre dels perciformes.

## Morfologia
- Els mascles poden assolir 4 cm de longitud total.[4][5]

## Hàbitat
És un peix de clima subtropical i demersal.

## Distribució geogràfica
Es troba a Àfrica: Moçambic i Sud-àfrica (KwaZulu-Natal).

## Estat de conservació
Es troba amenaçat d'extinció a causa de la mineria de les dunes costaneres, la construcció de ports i el desenvolupament turístic de la costa.

## Observacions
És inofensiu per als humans.